# Avengers: Endgame
Avengers: Endgame ist ein von Marvel Studios produzierter US-amerikanischer Science-Fiction-Actionfilm, der in Teilen auch Eigenschaften eines Filmdramas und Heist-Movies aufweist. Der Film kam am 24. April 2019 in die deutschsprachigen und zwei Tage später in die US-Kinos. Es handelt sich um den 22. Spielfilm innerhalb des Marvel Cinematic Universe (MCU) und den vierten Avengers-Film. Er führt die Handlung von Avengers: Infinity War aus dem Vorjahr fort und ist der zehnte und vorletzte Film der sogenannten Phase 3.
Am 21. Juli 2019 wurde Avengers: Endgame der erfolgreichste Film weltweit nach Einspielergebnis und verdrängte damit Avatar – Aufbruch nach Pandora auf Platz 2. Durch eine Neuveröffentlichung in den chinesischen Kinos gelangte Avatar im Jahr 2021 jedoch zurück auf Platz 1.
Zwei weitere Filme, Avengers: Doomsday und Avengers: Secret Wars, sind für 2026 und 2027 geplant.

## Handlung
Nach der Dezimierung durch Thanos befinden sich Tony und Nebula im Schiff der Guardians, der Benatar, auf dem Rückweg zur Erde. Tonys Verletzungen konnten von Nebula versorgt werden, doch nach wenigen Wochen versagt der Antrieb des Schiffes, sie treiben fernab jedweder Zivilisation durchs All und die Nahrungsvorräte und der Sauerstoff gehen zur Neige. Den sicheren Tod vor Augen nimmt Tony mit seinem Iron-Man-Helm eine Abschiedsbotschaft für Pepper auf, wird aber wenig später durch die von der Erde ausgesandte Captain Marvel gerettet. Diese bringt das Schiff sicher zum Avengers-Hauptquartier, wo der völlig abgemagerte Tony und Nebula von Pepper, Steve, Rhodey, Natasha, Thor, Rocket und Bruce empfangen werden. Das Verhältnis zwischen Tony und Steve ist nach ihrer Meinungsverschiedenheit weiterhin gestört, weshalb sich Tony vorerst von den anderen absetzt. Die übrigen Avengers und ihre Verbündeten entschließen sich dazu, Thanos aufzuspüren und mit den Infinity-Steinen seine Tat wieder rückgängig zu machen. Über Nebula, der Thanos immer wieder von seinen Plänen erzählt hat, können sie den aktuellen Standort des Titanen ausfindig machen. Wie sich herausstellt, war auf dem Planeten zwei Tage zuvor eine ähnliche Energiesignatur wie bei der Dezimierung des Universums zu entdecken gewesen, woraus Natasha schließt, dass Thanos die Infinity-Steine erneut eingesetzt hat. Im Anschluss fliegen die Avengers mit der Benatar über einen Sprungpunkt zum verlassenen Planeten des Titanen, wo sie Thanos entkräftet und ohne die Infinity-Steine vorfinden. Gemeinsam können sie ihn überwältigen, müssen allerdings feststellen, dass die Energiesignatur zwei Tage zuvor auf der Zerstörung der Steine durch Thanos beruht. Als die Avengers erkennen, dass ihr Plan somit gescheitert ist, wird Thanos von Thor enthauptet.
Fünf Jahre später hat sich das Leben der verbliebenen Avengers massiv verändert: Steve ist der Leiter einer Selbsthilfegruppe in New York, Tony und Pepper sind nun Eltern ihrer Tochter Morgan, Bruce hat seine beiden Erscheinungsformen miteinander vereint und besitzt nun den Körper des Hulk und das Gehirn des genialen Wissenschaftlers, und Thor hat zusammen mit den überlebenden Asen, darunter die Walküre, Korg und Miek, „New Asgard“ auf der Erde erbaut, ist dabei allerdings aufgrund seines Alkoholkonsums und seines Müßigganges übergewichtig geworden. Zur selben Zeit wird Scott durch einen glücklichen Zufall aus dem Quantenraum befreit und taucht in einer ihm völlig fremden Welt auf. Mit der Zeit erfährt er, dass viele Menschen verschwunden sind, doch er kann schnell feststellen, dass seine Tochter Cassie noch am Leben, allerdings fünf Jahre älter ist. Im Anschluss begibt er sich zum Avengers-Hauptquartier, wo er auf Steve und Natasha trifft. Ihnen gegenüber offenbart er, dass die fünf Jahre für ihn im Quantenraum nur fünf Stunden waren und über diesen eventuell die Möglichkeit besteht, Zeitreisen zu vollziehen. Mit dieser Idee suchen sie Tony auf, werden von ihm jedoch abgewiesen, da er sein nach der schmerzhaften Niederlage neu aufgebautes Leben mit Familie nicht gefährden möchte. Als Tony später jedoch eigene Berechnungen anstellt, wird ihm klar, dass der Plan mit dem Quantenraum tatsächlich funktionieren könnte. So sucht er seine ehemaligen Kollegen auf, die sich zwischenzeitlich an Bruce gewandt haben, und gemeinsam machen sie erste kleine Zeitreisetests. Der Plan der Avengers ist, in die Vergangenheit zu reisen, die dort immer noch existierenden Infinity-Steine zu finden, in die Gegenwart zu transportieren und dann Thanos’ Tat rückgängig zu machen. Dabei sollen Tony, Steve, Scott und Bruce den Tesserakt, das Zepter und den Zeitstein aus New York im Jahre 2012, Thor und Rocket den Äther aus Asgard im Jahre 2013 und Nebula sowie Rhodey den Orb von Morag im Jahre 2014 erbeuten. Der Seelenstein auf Vormir soll von Natasha und Clint geholt werden. Letzterer ist in den vorherigen Jahren zu einem Rōnin auf Rachefeldzug geworden, nachdem seine gesamte Familie durch Thanos’ Tat zu Staub zerfallen war.
In New York im Jahr 2012 erreichen Tony, Steve, Scott und Bruce den Kampf zwischen den Avengers und den Chitauri. Bruce wird von den anderen losgeschickt, um aus dem Sanctum Sanctorum den Zeitstein zu holen. Dort trifft er auf die Älteste, die ihm den Stein zuerst nicht aushändigen möchte, da sie einen Eid geschworen hat, diesen zu beschützen. Als Bruce jedoch erwähnt, dass Strange den Stein, ohne sich zu wehren, an Thanos übergeben hat, erkennt sie, dass auch sie dies nun mit Bruce tun muss, da sich Strange nie irre und nichts einfach so tue. Um den Zeitfluss nicht zu stark zu verändern, verspricht Bruce, alle Steine nach vollbrachter Arbeit zurückzubringen. Steve, Tony und Scott versuchen währenddessen, im Stark Tower an das Zepter mit dem Gedankenstein und den Tesserakt mit dem Raumstein zu gelangen. Loki wurde bereits von den damaligen Avengers gefangen genommen und die beiden Infinity-Steine an die S.H.I.E.L.D.-Agenten Jasper Sitwell und Brock Rumlow übergeben, die, wie die aus der Zukunft zurückgereisten Avengers wissen, insgeheim zu HYDRA gehören. Aus diesem Grund gibt sich Steve ebenfalls als HYDRA-Anhänger aus und kommt so an das Zepter. Als Tony und Scott allerdings versuchen, den Koffer mit dem Tesserakt zu stehlen, kommt es zur Konfrontation mit Alexander Pierce, wobei im Tumult Loki mit dem Tesserakt verschwinden kann. Während Scott das Zepter sicher in die Zukunft bringen soll, begeben sich Tony und Steve zusammen noch weiter in die Vergangenheit. Auf einem S.H.I.E.L.D.-Stützpunkt in den 1970ern können sie sowohl den Tesserakt als auch neue Pym-Partikel, die man für die Zeitreisen benötigt, sicherstellen. Dabei trifft Tony auch auf seinen nichts ahnenden Vater, dem er offenbart, wie stolz er auf seinen Vater in der Zukunft ist, und Steve sieht Peggy Carter, die er unwissend zurücklassen muss. Thor und Rocket haben Asgard im Jahre 2013 erreicht und können dort den Äther aus Jane Fosters Körper extrahieren. Thor trifft zudem seine Mutter Frigga wieder und möchte sie ebenfalls retten, wird von ihr allerdings daran gehindert. Thor nimmt den in seiner Zeitlinie zerstörten Hammer Mjölnir ebenfalls mit sich. 
Natasha und Clint erreichen währenddessen im Jahr 2014 den Planeten Vormir, wo sie auf Red Skull treffen. Dieser offenbart ihnen, wie auch Thanos im Vorgängerfilm, dass sie einen geliebten Menschen opfern müssen, um im Gegenzug den Stein zu erhalten. Sowohl Natasha als auch Clint sind fest entschlossen, sich die Klippe hinunter in den Tod zu stürzen. Doch als es zum Kampf kommt, kann Natasha Clint bezwingen und opfert sich für den Seelenstein. Im selben Jahr auf Morag können Nebula und Rhodey noch vor Star-Lord an den Orb gelangen. Doch Gedanken von Nebula aus der Zukunft und der damals noch feindseligen Nebula, die ebenfalls auf der Suche nach dem Machtstein ist, überlagern sich, wodurch der jüngere Thanos erfährt, dass sein Plan in der Zukunft funktionieren wird. Während Rhodey über den Quantenraum mit dem Orb wieder entkommen kann, wird Nebula gefangen genommen und durch die feindselige Nebula der Vergangenheit ausgetauscht, die die Avengers in der Zukunft infiltrieren soll.
Als alle Avengers bis auf Natasha wieder im Hauptquartier erscheinen, setzen sie die gesammelten Infinity-Steine in einen Handschuh von Tony ein. Bruce, der glaubt, wegen seiner Physiologie die Gammastrahlung der Steine überleben zu können, zieht den Handschuh, der ihn dennoch verletzt, freiwillig an, schnippst mit den Fingern, und als Clints Frau Laura anruft, erkennen die Avengers, dass es ihnen gelungen ist, alles von Thanos ausgelöschte Leben wieder zurückzubringen. Doch Nebula hat währenddessen den jüngeren Thanos, die Black Order und die Outrider über den Quantenraum in die jetzige Zeit geholt, woraufhin der Titan das Avengers-Hauptquartier bombardiert und zerstört. Thor, Tony und Steve stellen ihn. Er offenbart ihnen seine neuen Pläne, mit den Steinen das ganze Universum zu zerstören und ein neues, ihm dankbares, zu schaffen; auch zu dritt und obwohl sich Steve nun als würdig erweist, Thors Hammer Mjölnir zu tragen unterliegen sie ihm im Nahkampf und werden verletzt von ihm weggeschleudert. Daraufhin landet Thanos’ Invasionsarmee auf der Erde.
Als alles verloren scheint, öffnen sich von Dr. Strange und Wong geschaffene Portale. Die vor fünf Jahren zu Staub zerfallenen und nun wieder zurückgebrachten Verbündeten – Avengers, Magier, die Streitkräfte Wakandas, Asen, Ravagers, die mit einem Anzug ausgestattete Pepper, Wasp und andere – strömen heran und ziehen vereint gegen Thanos’ Armee in die Entscheidungsschlacht. Auch Gamora aus der Vergangenheit, die unter Thanos’ Gefolgsleuten war, schließt sich im Kampf den Avengers an und wird Zeuge, wie die Nebula der Gegenwart ihre feindselige Version aus der Vergangenheit tötet, um Gamora zu retten. Zudem kommt Captain Marvel aus dem All zurück und greift in die Schlacht ein. Gemeinsam können sie Tonys Handschuh mit den Infinity-Steinen gegenüber Thanos’ Armee verteidigen. Strange erinnert Tony daran, dass es nur einen einzigen Weg gebe, die Welt wieder in Ordnung zu bringen: Im Kampf überlistet Tony daraufhin Thanos, indem er die Steine per Nanotechnologie auf seinen eigenen Handschuh überträgt und schnippst mit den Fingern, woraufhin Thanos und all seine Gefolgsleute zu Staub zerfallen. Im Anschluss erliegt Tony im Angesicht von Pepper, Peter und Rhodey seinen Verletzungen, die er durch die Strahlung der kombinierten Steine erlitten hat.
Wenig später wird Tony unter großer Anteilnahme vieler Weggefährten beerdigt. Clint und Scott sind wieder mit ihren Familien vereint, Thor übergibt den Thron Asgards an die Walküre und schließt sich daraufhin den Guardians an. Steve wird damit beauftragt, die Infinity-Steine und Mjölnir wie versprochen zurück in die Vergangenheit an ihre Plätze zu bringen, damit keine parallelen Zeitlinien entstehen können. Dabei entschließt er sich, bei Peggy Carter zu verweilen, die ihm einst einen Tanz versprochen hatte, taucht aber später noch einmal als alter Mann bei seinen Kollegen auf und übergibt seinen Schild an Sam.
Am Ende des Abspannes ist anstatt einer Post-Credit-Szene lediglich das Geräusch eines auf Metall schlagenden Hammers zu hören.

## Produktion

### Produktionsgeschichte
Im Oktober 2014 wurden innerhalb eines Events seitens Marvel die Pläne für „Phase 3“ des Marvel Cinematic Universe veröffentlicht. Darunter war auch eine Ankündigung für zwei Avengers-Filme, die im April 2018 und 2019 veröffentlicht werden und die Titel Avengers: Infinity War – Part I und Avengers: Infinity War – Part II tragen sollten. Noch vor der Veröffentlichung von Avengers: Age of Ultron und dem Start der Dreharbeiten zu ihrem Film The First Avenger: Civil War unterschrieben Joe und Anthony Russo als Regisseure für den Zweiteiler und traten so die Nachfolge von Joss Whedon an. Dieser hatte wegen kreativer Differenzen mit Marvel bei den Dreharbeiten zu Avengers: Age of Ultron seinen Rücktritt verkündet und gab in einem Interview Ende Juli 2018 zu, dass er ohnehin nie wusste, was er mit Thanos, der als Gegenspieler für beide Filme geplant war, anfangen sollte. Die Russos erklärten später, nach Endgame gebe es aktuell keine Pläne für weitere Marvel-Filme, für die sie hinter der Kamera stehen sollen. Beide ließen allerdings offen, in Zukunft nicht doch noch einmal auf den Regiestuhl zurückzukehren. Über die Regisseure äußerte sich Feige, für ihn seien sie mutige Visionäre, die keine Angst hätten, Grenzen zu überschreiten und die Erwartungen des Publikums gleichzeitig zu erfüllen und zu untergraben.
Obwohl angekündigt wurde, dass die Filme gleichzeitig, also back-to-back, gedreht werden sollten, bestand Kevin Feige darauf, sie nicht als zwei Teile einer Geschichte, sondern vielmehr als zwei alleinstehende Werke zu sehen. So wurden Ende Juli 2016 die alten Titel Avengers: Infinity War – Part I und Avengers: Infinity War – Part II verworfen, wobei der dritte Teil schlicht Avengers: Infinity War und der vierte Teil bis zur Veröffentlichung des eigentlichen Titels nur Untitled Avengers film heißen sollten. Dies begründeten die Russo-Brüder damit, dass beide Filme völlig unterschiedlich seien und die Titel eine zu große Zusammengehörigkeit anzeigen würden. Angesprochen auf die Unterschiede zwischen beiden Filmen äußerte sich Joe Russo, Endgame werde definitiv eine einzigartige Tonalität haben und aus einer anderen Perspektive als sein Vorgänger erzählt werden. Im April 2017 erklärte Feige, dass der Titel ein zu großer Spoiler für Avengers: Infinity War sei, weshalb man ihn erst nach dessen Veröffentlichung bekannt geben werde. Später bereute er diese Geheimhaltung, da ein zu großer Hype um den Titel entstanden sei und die Fans schließlich zu hohe Erwartungen an ihn hätten. Nachdem viele Mutmaßungen entstanden waren, wurde Ende Mai 2018 bekannt, dass der Titel während der Produktion für eine sehr lange Zeit Infinity Gauntlet gewesen sei. Schließlich erklärte Feige, der finale Titel werde Ende 2018 enthüllt. So wurde der Film mit der Veröffentlichung des ersten Trailers Anfang Dezember 2018 in Avengers: Endgame benannt. Laut Feige stand dieser Titel schon vor der Entwicklung des Films fest. Ebenfalls im Dezember 2018 erklärte Joe Russo: „Es ist sehr wahrscheinlich, dass der Film um die drei Stunden geht. Es ist ein großer Film mit sehr viel Handlung.“ Im Februar 2019 bestätigten die Russos, dass man die damals drei Stunden lange Schnittfassung bereits viermal einem Testpublikum vorgeführt habe. Trotz dieser Laufzeit wird es keine Pause geben, was Feige damit begründete, dass sie kein Fan „mühseliger Filmlängen“ seien und der Film in seiner jetzigen Fassung die perfekte Länge habe, da er sehr kurzweilig sei.

### Schreibprozess
Im Mai 2015 wurde von Marvel bekannt gegeben, dass Christopher Markus und Stephen McFeely den Avengers-Zweiteiler schreiben würden. Hierzu meinte Feige: „Chris und Steve sind seit den ersten Tagen von Phase Eins ein integrierter Teil der Marvel-Familie und ihre Arbeit spricht für sich selbst.“ Beide Autoren begannen laut eigener Aussage bereits während den Dreharbeiten zu The First Avenger: Civil War damit, verschiedene Entwicklungen von Figuren festzuhalten, die sie gerne in zukünftigen Filmen sehen würden.
Das Ende des Films habe laut den Regisseuren bereits in frühen Entwicklungsphasen festgestanden, damit man ein genaues Ziel in der Entwicklung der Handlung hätte. Ebenso legten die Drehbuchautoren schon in frühen Entwicklungsphasen die Zeitpunkte von Thanos Fingerschnipp und der Rückkehr der Helden fest, um sich in Endgame voll und ganz auf die Ur-Avengers konzentrieren zu können. Des Weiteren sollen sowohl der Tod Starks als auch das Ablegen des Schildes und der Tanz mit Peggy Carter seitens Steve Rogers nie zur Debatte gestanden haben. Bei der weiteren Gestaltung der Handlung achteten beide darauf, sich auf den Kern der Geschichte zu fokussieren und unwichtigere Nebenhandlungen wegzulassen. Auf die Frage, was man mit dem allmächtigen Thanos anstellen könne, fand schließlich Executive Producer Trinh Tran die Antwort, ihn einfach umzubringen, da seine Mission erfüllt sei. Der anschließende fünfjährige Zeitsprung sollte so inszeniert werden, dass er beim Publikum ähnliche Reaktionen wie die Zeitsprünge in Fargo und Lost hervorrufe. In einem Interview verriet Christopher McFeely zudem, warum Hawkeye keinen Auftritt in Infinity War hat: so sei die Geschichte des Zurücklassens seiner Familie, um in den Kampf zu ziehen, bereits in Civil War erzählt worden. Doch nach dem Ende von Infinity War hätte man für ihn sehr viel stärkere und neue Geschichten parat gehabt.
Nach der weltweiten Veröffentlichung sprachen die Drehbuchautoren Christopher Markus und Stephen McFeely über erste Drehbuchentwürfe und Handlungsideen. So war ihnen bereits früh klar, dass sowohl Tony Stark als auch Steve Rogers den Infinity War überleben würden, da man sich in Endgame mehr auf die ursprünglichen Avengers konzentrieren wollte, weshalb auch die mit ihren Solofilmen sehr erfolgreichen Black Panther und Captain Marvel etwas kürzer kamen. Captain Americas Rolle wäre dabei in Infinity War bewusst klein ausgefallen, da er in der Fortsetzung zum Hauptdarsteller geworden sei. Andersherum erging es den Guardians of the Galaxy, die eher im Vorgänger im Fokus stehen sollten. Das große Thema Zeitreisen sei laut den beiden Autoren die Idee von Produzent Kevin Feige gewesen. Dabei hätten beide beim Sichten verschiedener Filme wie Zurück in die Zukunft festgestellt, dass die dortigen Zeitreisen physikalisch falsch dargestellt werden und ihre eigene Version entwickelt. Markus und McFeely wollten dabei zuerst die Reise nach New York City im Jahre 2012 verhindern, „da es sich zu sehr nach Fanservice anfühlte“, und stattdessen Schauplätze wie Asgard, ein Unter-Wasser-Morag oder das S.H.I.E.L.D.-Hauptquartier „Triskelion“ in den Fokus stellen. In Asgard sollte Tony Stark ursprünglich in einem unsichtbaren Iron-Man-Anzug auf Heimdall treffen und gegen diesen kämpfen. Thor sollte in ersten Fassungen die Entwicklung von Hawkeye durchmachen und sich auf einen Rachefeldzug begeben, was von den Autoren später verworfen wurde, da dies zu sehr seiner Geschichte in Infinity War geähnelt habe. Des Weiteren sollte Bruce Banner die Fusion seiner beider Körper ursprünglich bereits im Vorgänger vollziehen. Auch der finale Kampf sollte weitaus komplexer gestaltet werden, so zum Beispiel mit einer 3-minütigen Debatte der Titelhelden über ihr weiteres Vorgehen. Außerdem überlegten Markus und McFeely, ob Michael Douglas und Michelle Pfeiffer in ihren Anzügen sowie die Defenders am Kampf teilnehmen sollten, was jedoch aufgrund der schon vorhandenen Masse an Helden verworfen wurde. Sharon Carter führte in ersten Entwürfen weiterhin eine Beziehung zu Steve, doch Feige verhinderte ihr Auftreten, da dies nicht zum Ende des Films mit Peggy Carter gepasst hätte. Zudem offenbarten beide Autoren, dass eigentlich Hawkeye, dessen Familie in ersten Drehbuchfassungen bereits am Ende von Infinity War verschwand, anstelle von Black Widow sterben sollte, sich aber die Produzentin für visuelle Effekte Jen Underdahl dagegen wehrte. Für Natasha Romanoff hatten die Regisseure anfangs die Betreuung von verwaisten Kindern in Washington, D.C. vorgesehen. Auch der bekannte Satz „Ich bin Iron Man“, den Tony Stark am Ende des Filmes sagt, stand ursprünglich nicht im Drehbuch. Im Schnittraum hätten die Russos jedoch bemerkt, dass an dieser Stelle eine passende Antwort seitens Stark fehle. Schließlich kam der Editor Jeffrey Ford auf den Satz, der gleichzeitig eine Verbindung zum Ende des ersten Iron-Man-Films herstellt. Robert Downey Jr. soll dabei anfangs nur wenig begeistert gewesen sein, erneut vor die Kamera treten zu müssen, wurde letztendlich aber von Joel Silver überzeugt.
In der finalen Drehbuchfassung, die nach Kinostart zur Bewertung für die Filmpreise erschien, ist in drei Szenen die Phrase „shut up“ enthalten, die jedoch im Film nicht vorkommt. In der ersten Szene mit Rocket wurde sie durch einen kurzen Satz ersetzt, während die anderen beiden stumm sind. Die Szenenreihenfolge im Drehbuch ist zudem anders als im Film.

### Besetzung
Nachdem Robert Downey Jr. schon früh einen Vertrag für The First Avenger: Civil War und die beiden Avengers-Filme unterschrieben hatte, wurde Chris Evans auch für den vierten Teil, in dem der Handlungsbogen von Captain America abgeschlossen wird, verpflichtet, nachdem sein Vertrag eigentlich mit Avengers: Infinity War geendet hatte, man ihn seitens Marvel aber von den Plänen des Zweiteilers überzeugen konnte. Für sein Auftreten im Zweiteiler soll er insgesamt eine Gage zwischen 15 und 20 Millionen US-Dollar kassiert haben. Ebenso bestätigte Chris Hemsworth in einem Interview im April 2015, dass sein Vertrag noch drei Filme, darunter auch den vierten Avengers-Film, umfasse. Für den Zweiteiler erhielt er eine ähnliche Gage wie Evans. Da Thor in Endgame übergewichtig ist und die Dreharbeiten zu beiden Filmen teilweise parallel stattfanden, musste Hemsworth einen über 40 Kilogramm schweren Fettanzug inklusive Gewichten an Händen und Füßen tragen, der ihn körperlich stark belastete. Ursprünglich hätte Thor im Laufe des Films seine sportliche Statur wiedererlangen sollen, doch Hemsworth setzte sich dafür ein, die für ihn neue Erfahrung den gesamten Film durchzuziehen. Dafür habe er täglich bis zu drei Stunden in der Maske gesessen.
Im Juli 2016 wurde Brie Larson als Captain Marvel gecastet, die ihren zweiten Auftritt nach ihrem zwei Monate vorher startenden Solofilm hatte. Die Dreharbeiten zum Film fanden allerdings vor denen ihres Solofilms statt. Deshalb sei ihr äußeres Erscheinungsbild leicht verändert, da die Darsteller laut Joe Russo selbst Make-up und Frisur wählen dürften und Larson später andere optische Entscheidungen getroffen habe. Später im Oktober gab Evangeline Lilly in einem Interview bekannt, dass die von ihr verkörperte Hope van Dyne nicht in Avengers: Infinity War, dafür aber in Avengers 4 auftauchen werde, da man sich ihre Weiterentwicklung für Ant-Man and the Wasp aufsparen wolle. Im selben Monat kündigte Jeremy Renner sein Auftreten im Zweiteiler an, kam letztendlich in Avengers: Infinity War aber nicht vor. Durch Kevin Feige wurde das Mitwirken von Benedict Cumberbatch und Tom Holland bestätigt.
Kurz vor Beginn der Dreharbeiten zu Avengers: Infinity War verkündete Karen Gillan, dass sie in den nächsten beiden Avengers-Filmen einen kleinen Auftritt haben werde. Nach dem Ende der Dreharbeiten von Avengers: Infinity War bestätigten Josh Brolin und Dave Bautista ihre Rückkehr für den vierten Avengers-Film. Durch Setfotos wurde ebenfalls die Rückkehr von Scarlett Johansson, Chadwick Boseman, Paul Rudd, Letitia Wright, Sean Gunn und Terry Notary, sowie von Tom Hiddleston bekannt. Auf demselben Weg wurde eine Beteiligung von Gwyneth Paltrow öffentlich, die zudem bestätigte, dass Don Cheadle Teil des Casts ist.
Durch ein Interview im September 2017 wurde das Mitwirken von Sebastian Stan publik. Später erklärte dieser, dass er Szenen mit Samuel L. Jackson, Michael Douglas und Michelle Pfeiffer gedreht habe. Im Oktober 2017 veröffentlichte Mark Ruffalo in einem Interview die Pläne für seine Figur Hulk. Dort sagt er, dass man seine Vorstellungen über einen Hulk-Film genommen und auf Thor: Tag der Entscheidung sowie die beiden Avengers-Filme verteilt habe, sodass eine eigene kleine „Hulk-Trilogie“ entstehe. Mit der Meldung im Dezember des gleichen Jahres, dass Elizabeth Olsen ihre Szenen abgedreht habe, wurde ihr Auftreten sowie kurze Zeit zuvor das von Anthony Mackie bekannt. Auch Chris Pratt, Zoe Saldana und Pom Klementieff sind in Avengers 4 erneut vorgekommen. Kurz vor dem weltweiten Kinostart von Avengers: Infinity War im April 2018 bestätigte Jon Favreau, dass er im vierten Avengers-Film zu sehen sein wird. Auch Benedict Wong, Tessa Thompson, Winston Duke, Frank Grillo und Tilda Swinton hatten erneut einen Auftritt. Außerdem nahm Ty Simpkins seine Rolle des Harley Keener aus Iron Man 3 wieder auf. Die Neuzugänge des Films sind Hiroyuki Sanada als japanischer Yakuza-Boss Akihiko und Ken Jeong in einem Cameo als Sicherheitsmann in einer Lagerhalle. Ava und Lia Russo, die Töchter von Regisseur Joe Russo, verkörpern im Film Lila Barton (Ava), die Tochter von Hawkeye, und einen Hulk-Fan (Lia). Der Erfinder der Comicfigur Thanos, Jim Starlin, ist in der Selbsthilfegruppe zu sehen und zu hören. Ursprünglich wurde ebenfalls berichtet, dass Katherine Langford im Film mitwirken soll. In der Kinofassung hat sie allerdings keinen Auftritt. Sie spielte die Rolle der erwachsenen Morgan Stark am Ende des Filmes.
Erst mit der Veröffentlichung des Filmes wurde das Auftreten verschiedener Schauspieler, die bereits in vorherigen MCU-Filmen mitwirkten, bekannt. Dazu zählen unter anderem Linda Cardellini, Marisa Tomei, Rene Russo, Taika Waititi, Angela Bassett, Cobie Smulders, Hayley Atwell, Maximiliano Hernández und Ross Marquand. Robert Redford war in Endgame das letzte Mal in seiner Karriere auf der Leinwand zu sehen. Für den Auftritt von Jane Foster benutzte man nicht verwendetes Bildmaterial aus Thor – The Dark Kingdom. Natalie Portman musste lediglich eine kleine Szene neu vertonen, in der sie in etwas Entfernung spricht. Des Weiteren haben in der finalen Schlacht Howard the Duck und Sean Gunn als Kraglin Obfonteri kleine Cameos. Stan Lee ist nach seinem Tod im November 2018 ein letztes Mal in einem Marvel-Film zu sehen.

### Synchronisation
Die deutsche Synchronisation erfolgte nach einem Dialogbuch von Klaus Bickert unter der Dialogregie von Björn Schalla im Auftrag von Film- & Fernseh-Synchron.
| Darsteller                    | Rolle                                          | Synchronsprecher                  |
| Avengers                      | Avengers                                       | Avengers                          |
| ----------------------------- | ---------------------------------------------- | --------------------------------- |
| Robert Downey Jr.             | Anthony Edward „Tony“ Stark / Iron Man         | Tobias Meister                    |
| Chris Evans                   | Steven „Steve“ Rogers / Captain America        | Dennis Schmidt-Foß                |
| Scarlett Johansson            | Natasha Romanoff / Black Widow                 | Luise Helm                        |
| Mark Ruffalo                  | Dr. Bruce Banner / Hulk                        | Norman Matt                       |
| Paul Rudd                     | Scott Lang / Ant-Man                           | Markus Pfeiffer                   |
| Jackson A. Dunn J             | Scott Lang / Ant-Man                           |                                   |
| Lee Moore A                   | Scott Lang / Ant-Man                           | Freimut Götsch                    |
| Jeremy Renner                 | Clint Barton / Hawkeye / Ronin                 | Gerrit Schmidt-Foß                |
| Don Cheadle                   | Col. James „Rhodey“ Rhodes / War Machine       | Dietmar Wunder                    |
| Brie Larson                   | Carol Danvers / Captain Marvel                 | Yvonne Greitzke                   |
| Tom Holland                   | Peter Parker / Spider-Man                      | Christian Zeiger                  |
| Elizabeth Olsen               | Wanda Maximoff / Scarlet Witch                 | Shandra Schadt                    |
| Anthony Mackie                | Sam Wilson / Falcon                            | Stefan Günther                    |
| Evangeline Lilly              | Hope van Dyne / Wasp                           | Alexandra Wilcke                  |
| Sebastian Stan                | James Buchanan „Bucky“ Barnes / Winter Soldier | Björn Schalla                     |
| Guardians of the Galaxy       |                                                |                                   |
| Bradley Cooper S Sean Gunn MC | Rocket                                         | Fahri Yardım Jan-David Rönfeldt T |
| Karen Gillan                  | Nebula                                         | Rubina Nath                       |
| Zoe Saldana                   | Gamora                                         | Tanja Geke                        |
| Chris Pratt                   | Peter Jason Quill / Star-Lord                  | Leonhard Mahlich                  |
| Dave Bautista                 | Drax, der Zerstörer                            | Alexander Duda                    |
| Pom Klementieff               | Mantis                                         | Daniela Molina                    |
| Vin Diesel S Terry Notary MC  | Groot                                          | Hans-Eckart Eckhardt              |
| Sean Gunn                     | Kraglin                                        | kein Text                         |
| Asen                          |                                                |                                   |
| Chris Hemsworth               | Thor Odinson                                   | Tommy Morgenstern                 |
| Tom Hiddleston                | Loki Laufeyson                                 | Peter Lontzek                     |
| Tessa Thompson                | Walküre                                        | Marieke Oeffinger                 |
| Rene Russo                    | Frigga                                         | Sabine Falkenberg                 |
| Black Order                   |                                                |                                   |
| Josh Brolin                   | Thanos                                         | Klaus-Dieter Klebsch              |
| Tom Vaughan-Lawlor            | Ebony Maw                                      | Frank Röth                        |
| Michael James Shaw            | Corvus Glaive                                  | Sven Fechner                      |
| Monique Ganderton MC          | Proxima Midnight                               | kein Text                         |
| Terry Notary                  | Cull Obsidian                                  | kein Text                         |
| Magier                        |                                                |                                   |
| Benedict Cumberbatch          | Dr. Stephen Strange                            | Sascha Rotermund                  |
| Benedict Wong                 | Wong                                           | Achim Buch                        |
| Tilda Swinton                 | Die Älteste                                    | Traudel Haas                      |

| Darsteller                            | Rolle                               | Synchronsprecher          |
| Zugehörig zu den Avengers             | Zugehörig zu den Avengers           | Zugehörig zu den Avengers |
| ------------------------------------- | ----------------------------------- | ------------------------- |
| Gwyneth Paltrow                       | Virginia „Pepper“ Potts / Rescue    | Katrin Fröhlich           |
| Linda Cardellini                      | Laura Barton                        | Dascha Lehmann            |
| Ava Russo                             | Lila Barton                         | Jada Zech                 |
| Cade Woodward                         | Nathaniel Barton                    | Kilian Schmidt-Foß        |
| Ben Sakamoto                          | Cooper Barton                       | kein Text                 |
| Emma Fuhrmann                         | Cassie Lang                         | Melinda Rachfahl          |
| Alexandra Rachael Rabe                | Morgan Stark                        | Mina Chamlali             |
| Kerry Condon S                        | F.R.I.D.A.Y.                        | Britta Steffenhagen       |
| Taika Waititi S MC                    | Korg                                | Marius Clarén             |
| Natalie Portman                       | Jane Foster                         | Manja Doering             |
| Jon Favreau                           | Harold „Happy“ Hogan                | Michael Iwannek           |
| Michael Douglas John Michael Morris J | Dr. Henry „Hank“ Pym                | Volker Brandt             |
| Michelle Pfeiffer                     | Janet van Dyne                      | kein Text                 |
| Jacob Batalon                         | Edward „Ned“ Leeds                  | kein Text                 |
| Marisa Tomei                          | Tante May Parker                    | kein Text                 |
| Menschen aus Wakanda                  |                                     |                           |
| Chadwick Boseman                      | König T’Challa / Black Panther      | Tobias Schmidt            |
| Danai Gurira                          | General Okoye                       | Dela Dabulamanzi          |
| Letitia Wright                        | Prinzessin Shuri                    | Maximiliane Häcke         |
| Winston Duke                          | M’Baku                              | Samuel Zekarias           |
| Angela Bassett                        | Königinmutter Ramonda               | kein Text                 |
| S.H.I.E.L.D.- & HYDRA-Agenten         |                                     |                           |
| Samuel L. Jackson                     | Nick Fury                           | kein Text                 |
| Cobie Smulders                        | Maria Hill                          | kein Text                 |
| John Slattery                         | Howard Stark                        | Bernd Vollbrecht          |
| Hayley Atwell                         | Margaret „Peggy“ Carter             | Berenice Weichert         |
| Robert Redford                        | Alexander Pierce                    | Kaspar Eichel             |
| Frank Grillo                          | Brock Rumlow / Crossbones           | Johannes Berenz           |
| Maximiliano Hernández                 | Jasper Sitwell                      | Axel Malzacher            |
| Callan Mulvey                         | Jack Rollins                        | kein Text                 |
| James D’Arcy                          | Edwin Jarvis                        | Frank Schaff              |
| Yvette Nicole Brown                   | Phyllis Jenkins (Frau im Fahrstuhl) |                           |
| Andere                                |                                     |                           |
| Ross Marquand                         | Red Skull / Steinhüter              | Kaspar Eichel             |
| Hiroyuki Sanada                       | Akihiko                             | Originalton               |
| Joe Russo                             | Mann in Selbsthilfegruppe           |                           |
| Ken Jeong                             | Sicherheitsmann                     | kein Text                 |
| Ty Simpkins                           | Harley Keener                       | kein Text                 |
| William Hurt                          | Thaddeus „Thunderbolt“ Ross         | kein Text                 |
| Stan Lee                              | Autofahrer in den 1970ern           | Thomas Kästner            |

### Dreharbeiten und Postproduktion
Ursprünglich war geplant, die Dreharbeiten back-to-back mit denen von Avengers: Infinity War stattfinden zu lassen, wobei sich die Darsteller zwischen den Filmen hin und her bewegen sollten. Später entschied man sich jedoch, beide Filme getrennt voneinander zu drehen, was Kevin Feige damit begründete, dass die ohnehin schon schwierige Planung einfach zu kompliziert wurde. Das größte Problem für die Regisseure sei dabei gewesen, dass bereits über 90 % des Films gedreht waren, als Infinity War in die Kinos kam, und sie somit die wichtigen Reaktionen des Publikums auf den Vorgängerfilm verpassten. So hätten sie sich auf ihre ersten Visionen, wie Szenen später aussehen sollten, fokussieren müssen, seien laut Chris Evans aber sehr kooperativ mit den Schauspielern gewesen. Erste Aufnahmen fanden bereits während der Produktion von Avengers: Infinity War im Vereinigten Königreich statt. Nachdem die Dreharbeiten des Vorgängers am 14. Juli 2017 beendet wurden, verlagerte man sie für Endgame nach St Abbs, ein kleines Fischerdorf an der Südküste Schottlands. Später erfolgten Aufnahmen in Durham und der dort gelegenen Durham Cathedral, die laut den Regisseuren eine der schönsten Kathedralen Europas sei. Durch ihre Größe hätte man in der Postproduktion nur wenige Spezialeffekte einsetzen müssen. Der Szenenbildner Charles Wood verbesserte das Erscheinungsbild des Bauwerks zusätzlich durch neue Wände und Strukturen, wobei er die Räume nicht überladen, sondern beruhigen wollte. Seine Arbeit sei dabei so gut gewesen, dass selbst Mitarbeiter der Kathedrale nicht erkannt hätten, was original und was hinzugefügt war.
Schließlich begann am 10. August das Filmen in den Pinewood Studios in Atlanta, die als Produktionsbasis des Films dienten, unter dem Arbeitstitel Mary Lou 2. Mitte August wurde für zwei Tage in Tokio gedreht. Des Weiteren wurde am Set in Atlanta die Filmkulisse einer japanischen Innenstadt für Aufnahmen verwendet. An diesen Sets filmte Hiroyuki Sanada seine Szenen als Akihiko. Die Russos hätten extra einen Schauspieler gesucht, der sowohl martial-arts- als auch schwertkampferfahren sei, damit er mit den anderen Stuntleuten mithalten könne. Sanada absolvierte letztendlich zehn einminütige Takes voller Choreografie, teilweise im Regen oder bei Mitternacht, und sei laut den Russos immer besser geworden. Außerdem wurde das Filmset von New York City aus dem ersten Avengers-Film für neue Aufnahmen nachgebaut. Weitere Aufnahmen erfolgten in der Innenstadt Atlantas. Am 11. Januar wurden die Dreharbeiten beendet, wodurch sie zusammen mit denen von Avengers: Infinity War fast ein Jahr und über 200 Drehtage betrugen. Im Juni 2018 drehte man für zwei Tage im Dutchess County, unter anderem am Hudson River, und an einem Tag im Ulster County. Weitere Nachdrehs wurden in Atlanta und New York City angekündigt. Diese begannen Anfang September 2018 und waren laut Mark Ruffalo vielmehr restliche Hauptdreharbeiten, da sie den Film im Jahr zuvor nicht komplett hätten fertigstellen können. Am 13. Oktober 2018 verkündeten Anthony und Joe Russo das Ende der Nachdreharbeiten. Weitere Aufnahmen erfolgten im Januar 2019. Mark Ruffalo äußerte später über die Dreharbeiten, um die Geheimhaltung zu wahren, hätten die Regisseure dem Cast nur unvollständige Drehbücher gegeben, die sogar falsche Szenen enthalten hätten. Zudem hätte sie gleich mehrere Enden gedreht, damit selbst die Darsteller nicht wüssten, welches das richtige sei. Laut den Russos hätten einzig Robert Downey Jr. und Chris Evans annähernd vollständige Drehbücher bekommen, während Tom Holland bei vielen Szenen nicht einmal gewusst habe, mit wem er gerade spreche.
Wie auch schon sein Vorgänger wurde der Film komplett mit IMAX-Kameras gedreht. Für den Film wurde Monique Ganderton zur Stuntkoordinatorin befördert, da der Stuntkoordinator von Infinity War, Sam Hargrave, bei Endgame als Second-Unit-Regisseur fungierte. Am Filmset sei die ganze Crew davon begeistert gewesen, die ruhige und konzentrierte Ganderton in dieser Position zu sehen. Sie selbst sei stolz, auch anderen Frauen so den Weg in diesen Beruf zu ebnen.
Als Editoren fungierten Jeffrey Ford und Matthew Schmidt, die die zweijährigen Arbeiten, während der sie durchgängig unter Druck gestanden hätten, als sehr intensive beschrieben. Bereits Anfang 2017 begannen sie parallel zu den Dreharbeiten mit dem Schneiden des Zweiteilers, wobei sie im Schnittraum bestimmt hätten, welche Szenen neu gedreht und welche noch verfeinert oder beendet werden sollten. Dadurch hätte es über ein Jahr lang einen durchgängigen Prozess von Vorproduktion, Produktion und Nachproduktion zur selben Zeit gegeben. Als man schließlich Anfang 2018 die Dreharbeiten abschloss, mussten Ford und Schmidt eine viermonatige „absolut höllische, fast unmögliche Nachproduktion“ für Infinity War durchlaufen, die sie als intensivste Zeit ihrer Karrieren beschrieben. Während Ford noch an Infinity War arbeitete, trug Schmidt bereits das Material für Endgame zusammen, damit die Russos die geschnittenen Szenen noch während den Dreharbeiten sehen konnten. Bereits eineinhalb Wochen nach Ende der Hauptdreharbeiten hätten beide so eine erste Version von Endgame vollenden können. Insgesamt hätte das Rohmaterial für beide Filme zusammen über 900 Stunden betragen. Im März 2019 verkündeten die Regisseure, dass man die finale Schnittfassung beendet habe.
Für die visuellen Effekte war insgesamt 14 VFX-Unternehmen, darunter Cantina Creative und Perception, unter der Leitung von VFX Supervisor Dan DeLeeuw verantwortlich. Von 2698 Shots im Film mussten insgesamt 2496 digital nachbearbeitet werden. Trotzdem versuchte man, so viele Effekte wie möglich praktisch umzusetzen. So ist beispielsweise die Ratte, die Ant-Man aus dem Quantenraum befreit, ein echtes trainiertes Tier. Für den knapp 20-minütigen Endkampf war hauptsächlich das neuseeländische Unternehmen Weta Digital unter der Leitung von VFX Supervisor Matt Aitken verantwortlich, das auch für die Effekte der Der-Herr-der-Ringe-Filmtrilogie zuständig war. Dabei benutzten das Team sowohl Techniken als auch Software, die bereits bei Der Herr der Ringe zum Einsatz kamen. So wurden mit Hilfe des mittlerweile deutlich weiterentwickelten Computerprogrammes Massive die „gigantischen Schlacht-Sequenzen“ und große Massen simuliert, wobei besonders viel Wert auf Vielfalt gelegt wurde. So versuchte man, die Kampfstile verschiedener Gruppen, wie Magier, Wakandaner, Asgardier, Chitauri oder Outrider, in die Konfrontationen einfließen und nicht einfach nur „jeder gegen jeden“ kämpfen zu lassen. Diese Techniken kamen auch bei der finalen Schlacht in Infinity War zum Einsatz. Weta Digital arbeitete zudem zusammen mit Digital Domain unter der Leitung von VFX Supervisor Kelly Port an der Animation von Thanos und verwendete dafür eine eigene, neue Software, um dessen Gesicht mit noch mehr Details auszustatten. Bereits 2016 erfolgten erste Testaufnahmen mit Josh Brolin, durch die man herausfinden wollte, ob seine Animation ganze zwei Filme tragen könne. Das Unternehmen Industrial Light & Magic unter der Leitung von VFX Supervisor Russell Earl wurde mit der Animation des Smart Hulk beauftragt. Bei diesem wurde großer Wert darauf gelegt, die richtigen Anteile von Bruce Banner und des Hulk miteinander zu vereinen. Dafür wurden Körperscans von Mark Ruffalo erstellt, Handanimationen wurden vorgenommen und sein Gesicht wurde mittels Facial Capture analysiert. Unter den 2496 VFX-Shots befanden sich rund 200 Aging- und De-Aging-Aufnahmen (Alterungseffekte). Diese wendete Lola Visual Effects unter anderem auf Michael Douglas, John Slattery sowie auf die Avengers aus dem Jahr 2012 an. Chris Evans wurde am Ende des Films laut Angaben der Regisseure zu 5 % durch Make-up und zu 95 % durch CGI gealtert. Durch offizielle Making-of-Videos wurde zudem enthüllt, dass Captain Marvels Haare sowie der Helm von Captain America digital eingefügt wurden. Auch das Kostüm von Captain Marvel sowie die Zeitreiseanzüge der Helden mussten digital eingefügt werden, da die finalen Designs zum Zeitpunkt der Dreharbeiten bislang nicht entwickelt waren.

### Marketing und Veröffentlichung
Der erste Trailer wurde am 7. Dezember 2018, zusammen mit der Enthüllung des Titels, veröffentlicht. In den ersten 24 Stunden nach Veröffentlichung konnte der Trailer plattformübergreifend 289 Millionen Aufrufe verzeichnen und brach damit den Rekord von Avengers: Infinity War, der ein Jahr zuvor in derselben Zeit rund 230 Millionen Aufrufe hatte. Ebenso brach der Endgame-Trailer mit 549.000 Erwähnungen auf Twitter innerhalb von 24 Stunden den Rekord, der zuvor ebenfalls von Avengers: Infinity War mit 389.000 Erwähnungen aufgestellt wurde. Während des Super Bowl LIII am 3. Februar 2019 wurde ein kurzer TV-Spot veröffentlicht. Der zweite Trailer zum Film wurde am 14. März 2019 zusammen mit dem Poster veröffentlicht und verzeichnete innerhalb von 24 Stunden 268 Millionen Aufrufe. Auf der CinemaCon in Las Vegas Anfang April wurden rund fünf Minuten an neuem Filmmaterial gezeigt, ohne dass die Regisseure laut eigener Aussage davon wussten. Insgesamt sollen die Marketingkosten des Films über 200 Millionen US-Dollar betragen, was einen neuen Rekord für die Marvel Studios darstellt. Dazu habe man so viele globale Werbepartner wie noch nie zuvor. Die Weltpremiere fand am 22. April 2019 in Los Angeles statt. Der Film kam am 24. April in die deutschsprachigen und am 26. April 2019 in die US-amerikanischen Kinos. In Nordamerika soll er insgesamt in 4.662 Kinos aufgeführt werden, was einen neuen Rekord bedeuten würde. Dabei zeigen zwölf Kinos in ausgewählten Städten einen 22-Filme-Marathon, beginnend am Dienstagmorgen. Außerdem soll er weltweit in insgesamt 1.400 IMAX-Kinos zu sehen sein.
Im Gegensatz zu den anderen MCU-Filmen gibt es bei Avengers: Endgame weder eine Mid- noch Post-Credit-Szene. Nach dem Abspann ist lediglich das Geräusch eines Hammers zu hören, der auf Metall schlägt. Dabei handelt es sich um eine Anspielung auf den ersten Iron-Man-Film, als Tony Stark in Gefangenschaft seinen ersten Iron-Man-Anzug baut. Ihre Entscheidung, eine richtige Post-Credit-Szene wegzulassen, begründeten die Russos damit, dass der Fokus auf dem Gedenken an die Vergangenheit sowie der zurückliegenden Reise der Titelhelden und eben nicht auf der Zukunft liegen sollte.
Am 28. Juni 2019 erfolgte in den US-Kinos eine Wiederveröffentlichung des Films mit neuen, in der ursprünglichen Kinofassung nicht enthaltenen Szenen. Dabei handelt es sich allerdings nicht um eine typische Extended Version, sondern lediglich um sieben Minuten nach dem Abspann, die aus einem Tribut an Stan Lee, einer nicht fertiggestellten Szene mit dem Hulk sowie einer Vorschau auf Spider-Man: Far From Home bestehen. Auch in Deutschland wurde diese Fassung bereits ab dem 27. Juni in landesweit insgesamt 150 Kinos aufgeführt.
Der Film ist seit dem 23. August 2019 digital erhältlich. Am 5. September 2019 wurde er zudem auf DVD und Blu-ray veröffentlicht. Infolgedessen konnte Avengers: Endgame zur meistverkauften Blu-ray in den ersten drei Quartalen des Jahres 2019 werden.

## Rezeption

### Kritiken
Der Film konnte 94 % der 550 Kritiker auf Rotten Tomatoes überzeugen und erhielt auf Metacritic einen Metascore von 78 von 100 möglichen Punkten.
Erste Reaktionen nach der Premiere waren überwiegend positiv und beschrieben den mit Easter Eggs gespickten Film als sehr emotional, unvorhersehbar und als einen gelungenen Abschluss von 22 Filmen, auch wenn Kritikpunkte, wie der fehlende Sinn der Handlung oder dass der Film an einigen Stellen zu überladen sei, geäußert wurden. In Filmkritiken von amerikanischen Filmkritikern wurde der Film nicht nur als Liebesbrief an die Fans des Marvel Cinematic Universe und Meisterstück gelobt, sondern auch als kolossalen Film, der sich wie ein Marvel-Wunder anfühle, sowie als Marvels krönende Leistung.
Bereits eine Woche nach Kinostart konnte der Film mit über 50 Millionen Tweets Black Panther überholen und einen neuen Rekord für die meisten Erwähnungen auf Twitter aufstellen.

### Vorverkaufsrekorde und Einspielprognosen
Ersten Schätzungen zufolge sollte der Film am Startwochenende dank einer zeitnahen Veröffentlichung auf dem chinesischen Filmmarkt bis zu 840 Millionen US-Dollar weltweit einspielen. Für Nordamerika ging man von Einnahmen in Höhe von bis zu 265 Millionen US-Dollar in den ersten Tagen aus. Später wurde die globale Prognose auf bis zu 950 Millionen US-Dollar erhöht. Nach starken Donnerstag-Previews wurden die Prognosen für Nordamerika auf 315 bis 330 Millionen US-Dollar am ersten Wochenende und allein 140 bis 150 Millionen am ersten Tag hochkorrigiert. Ein erstes Indiz für diese Zahlen stellte der Start des Ticketvorverkaufs am 2. April 2019 dar. Auf mehreren Ticketseiten, darunter Fandango und AMC, kam es zu teilweise großen Beeinträchtigungen beim Erwerb von Eintrittskarten. Atom Tickets vermeldete, dass innerhalb der ersten Stunde dreimal so viele Tickets wie für Avengers: Infinity War im Jahr zuvor über ihrer Seite verkauft wurden. Bei Fandango brach Endgame den Rekord von Star Wars: Das Erwachen der Macht der meistverkauften Kinotickets am Starttag in nur sechs Stunden und auch Regal verkaufte innerhalb von acht Stunden doppelt so viele Tickets wie für Infinity War in der gesamten ersten Woche. Insgesamt wurden über Fandango innerhalb der ersten Woche fünfmal so viele Tickets wie für Infinity War im selben Zeitraum verkauft. Noch vor Kinostart war eine Rekordzahl von über 8.000 Vorführungen auf der Plattform ausverkauft. Bei Atom Tickets konnte der Film in nur zehn Tagen den Vorverkaufsrekord von Aquaman brechen. Aufgrund der hohen Nachfrage setzten viele US-amerikanische Kinoketten noch vor Kinostart zusätzliche Vorführungen an. Die Einnahmen aus dem Kartenvorverkauf belaufen sich in den Vereinigten Staaten insgesamt auf über 120 Millionen US-Dollar.
Auch in China brach der Film mehrere Vorverkaufsrekorde. So konnte er innerhalb von sechs Stunden über eine Million Eintrittskarten verkaufen, was zuvor keinem anderen Film gelang. Auch die Zahlen von Infinity War konnte er deutlich überbieten, wobei Endgame beispielsweise bereits nach einer Stunde mehr Tickets als sein Vorgänger am gesamten Starttag absetzen konnte. Dabei konnten Kinokarten für die allerersten Vorstellungen in chinesischen Metropolen bis zu 150 US-Dollar kosten, wodurch bereits 114,5 Millionen US-Dollar allein durch den Vorverkauf eingespielt wurden. Prognosen zufolge sollen in den ersten Tagen zwischen 250 und 280 Millionen und insgesamt bis zu 530 Millionen US-Dollar in China erwirtschaftet werden. Auch in anderen Ländern verlief der Vorverkauf sehr erfolgreich. So vermeldete die britische Kinokette Vue Entertainment einen Anstieg des Vorverkaufs im Vergleich zu Infinity War um 400 %. Außerdem sollen im ganzen Land über 175 Mitternachtsvorstellungen ausverkauft sein. Des Weiteren verkaufte man in Indien am ersten Tag über eine Million Kinokarten und in Südkorea stürzten mehrere Ticketseiten ab, nachdem die Kinokarten verfügbar waren.

### Einspielergebnis
Am Tag des deutschen Kinostarts konnte Endgame insgesamt 458.000 Besucher verzeichnen und in den ersten 24 Stunden 5,06 Millionen Euro einspielen. Damit stellte der Film neue Rekorde für einen April-, Mittwoch- und Superheldenfilmstart auf. Zudem belegte er in Bezug auf das Einspielergebnis den dritten Platz und bei den Besuchern den siebten Platz der besten deutschen Kinostarttage aller Zeiten. Mit 50.600 Kinobesuchern und einem Einspielergebnis von 644.400 Euro konnte er des Weiteren alle Rekorde der österreichischen Kino-Charts brechen. In China konnte der Film am ersten Tag allein 28,2 Millionen US-Dollar durch Mitternachtsvorstellungen und weitere 79 Millionen am Tag einnehmen, wodurch er mit insgesamt 107,2 Millionen US-Dollar den besten Starttag eines Films auf dem chinesischen Filmmarkt erzielen konnte. In allen 25 Ländern, in denen der Film am 24. April startete, erreichte er auf Anhieb den ersten Platz der Kino-Charts und konnte zahlreiche Rekorde einstellen. So konnte der Film in Australien, auf den Philippinen, in Hong Kong, Taiwan, Thailand, Malaysia und Indonesien am Starttag so viele Einnahmen wie noch kein anderer Film zuvor verbuchen. Insgesamt erwirtschaftete der Film am 24. April weltweit 169 Millionen US-Dollar.
Die 100-Millionen-Dollar-Marke, für die Infinity War eine Rekordzeit von 21 Stunden brauchte, erreichte Endgame bereits nach 17 Stunden. Bei Donnerstag-Previews in den Vereinigten Staaten stellte der Film mit Einnahmen von 60 Millionen US-Dollar einen neuen Rekord auf. Inklusive diesen erwirtschaftete er am 26. April in Nordamerika 156,7 Millionen US-Dollar. Insgesamt konnte der Film am Startwochenende 357 Millionen US-Dollar in Nordamerika, 330,5 Millionen US-Dollar in China und 1,22 Milliarden US-Dollar weltweit einspielen. Damit konnte er das finanziell erfolgreichste Eröffnungswochenende der Kinogeschichte sowohl in den USA und China als auch weltweit generieren und als schnellster Film die Eine-Milliarde-Dollar-Marke erreichen. In Deutschland konnte Endgame mit 2,13 Millionen Kinobesuchern und einem Einspielergebnis von über 24 Millionen Euro das zweiterfolgreichste Startwochenende der Kinogeschichte verzeichnen. Am zweiten Kinowochenende konnte der Film mit einem Umsatz von weiteren 145 Millionen US-Dollar und rund 870.000 Besuchern erneut die ersten Plätze der US-amerikanischen und deutschen Kino-Charts belegen. Zeitgleich konnte er nach nur elf Tagen die Zwei-Milliarden-Dollar-Marke passieren, was zuvor nur vier Filmen gelungen war, und damit den 47-Tage-Rekord von Avatar – Aufbruch nach Pandora brechen. Auch eine Woche später konnte Endgame mit 420.000 verkauften Eintrittskarten und Einnahmen von 63,05 Millionen US-Dollar die Spitzenposition in Deutschland und Nordamerika verteidigen. Erst am vierten Wochenende konnte John Wick: Kapitel 3 den Film von Platz eins der US-amerikanischen Kino-Charts verdrängen. In China ist der Film mit einem Umsatz von 614,3 Millionen US-Dollar der erfolgreichste ausländische Film aller Zeiten. Die weltweiten Einnahmen aus Kinovorführungen belaufen sich auf 2,80 Milliarden US-Dollar, von denen der Film allein 858,4 Millionen im nordamerikanischen Raum einspielen konnte. Dadurch befindet er sich auf Platz 1 der finanziell erfolgreichsten Film des Jahres 2019 und auf Platz 2 (Stand: 19. April 2025) der finanziell erfolgreichsten Filme aller Zeiten. Zudem konnte er am fünften Wochenende Avatar – Aufbruch nach Pandora überholen und zum finanziell erfolgreichsten Film an den Kinokassen werden. Durch eine Neuveröffentlichung in den chinesischen Kinos gelangte Avatar im Jahr 2021 jedoch zurück auf Platz 1. In Deutschland verzeichnete der Film 5.132.540 Kinobesucher, durch die er rund 57,55 Millionen Euro einnehmen konnte und sich auf Platz 5 der Jahres-Charts 2019 befand.

### Auszeichnungen
Annie Awards 2020
- Auszeichnung für die Besten Figurenanimationen – Live-Action (Sidney Kombo-Kintombo)[136]

Art Directors Guild Awards 2020
- Auszeichnung in der Kategorie Fantasyfilm[137]

British Academy Film Awards 2020
- Nominierung für die Besten visuellen Effekte (Dan Deleeuw & Dan Sudick)

Chicago Film Critics Association Awards 2019
- Nominierung für den Besten Einsatz von visuellen Effekten[138]

Costume Designers Guild Awards 2020
- Nominierung in der Kategorie Excellence in Sci-Fi / Fantasy Film (Judianna Makovsky)[139]

Critics’ Choice Movie Awards 2020
- Auszeichnung als Bester Actionfilm
- Auszeichnung für die Besten visuellen Effekte
- Nominierung als Bester Science-Fiction- oder Horrorfilm[140]

Dragon Awards 2019
- Auszeichnung als Bester Science-Fiction- oder Fantasyfilm[141]

Golden Reel Awards 2020
- Nominierung in der Kategorie Best Sound Editing: Dialogue and ADR in a Feature Film
- Nominierung in der Kategorie Best Sound Editing: Sound Effects and Foley in a Feature Film[142]

Golden Trailer Awards 2019
- Auszeichnung für das Box Office Weekend
- Auszeichnung für den Besten Trailer eines Fantasy-Abenteuerfilms
- Auszeichnung für den Besten TV-Spot eines Fantasy-Abenteuerfilms
- Nominierung für die Beste Trailermusik
- Nominierung für den Besten TV-Spot eines Actionfilms
- Nominierung für das Beste Filmposter eines Fantasy-Abenteuerfilms
- Nominierung für das Beste internationale Filmposter[143]

Grammy Awards 2020
- Nominierung als Best Score Soundtrack for Visual Media (Alan Silvestri)

Hollywood Critics Association Awards 2020
- Auszeichnung als Bester Blockbuster
- Auszeichnung für die Besten visuellen Effekte
- Nominierung als Bester Cast
- Nominierung als Bester Action- oder Kriegsfilm
- Nominierung für die Beste animierte oder VFX-Schauspielleistung (Josh Brolin)
- Nominierung für die Beste Stuntarbeit[144]

Hollywood Film Awards 2019
- Auszeichnung mit dem Hollywood Blockbuster Award[145]

Hollywood Music in Media Awards 2019
- Auszeichnung für die Beste Filmmusik – Science-Fiction- oder Fantasyfilm (Alan Silvestri)[146]

Houston Film Critics Society Awards 2020
- Nominierung für die Besten visuellen Effekte[147]

Make-Up Artists and Hair Stylists Guild Awards 2020
- Nominierung für das Beste zeitgenössische Make-Up – Spielfilm (John Blake & Francisco Perez)[148]

MTV Movie & TV Awards 2019
- Auszeichnung als Bester Film
- Auszeichnung als Bester Held (Robert Downey Jr.)
- Auszeichnung als Bester Bösewicht (Josh Brolin)
- Nominierung für den Besten Kampf (Chris Evans & Josh Brolin)[149]

National Film & TV Awards 2019
- Nominierung als Bester Schauspieler 2019 (Robert Downey Jr.)
- Nominierung als Beste Schauspielerin 2019 (Scarlett Johansson)
- Nominierung als Bester Film 2019
- Nominierung für die Beste Schauspielleistung 2019 (Mark Ruffalo)
- Nominierung für die Beste Schauspielleistung 2019 (Don Cheadle)
- Nominierung als Bester Produzent (Kevin Feige)[150]

Nickelodeon Kids’ Choice Awards 2020
- Auszeichnung als Bester Film
- Auszeichnung als Bester Superheld (Tom Holland, gemeinsam mit Spider-Man: Far From Home)[151]
- Nominierung als Beste Schauspielerin (Brie Larson, gemeinsam mit Captain Marvel)
- Nominierung als Beste Schauspielerin (Scarlett Johansson)
- Nominierung als Bester Schauspieler (Chris Evans)
- Nominierung als Bester Schauspieler (Chris Hemsworth, gemeinsam mit Men in Black: International)
- Nominierung als Bester Superheld (Brie Larson, gemeinsam mit Captain Marvel)
- Nominierung als Bester Superheld (Chris Evans)
- Nominierung als Bester Superheld (Chris Hemsworth)
- Nominierung als Bester Superheld (Robert Downey Jr.)
- Nominierung als Bester Superheld (Scarlett Johansson)[152]

Oscarverleihung 2020
- Nominierung für die Besten visuellen Effekte

People’s Choice Awards 2019
- Auszeichnung als Movie of 2019
- Auszeichnung als Action Movie of 2019
- Auszeichnung als Male Movie Star of 2019 (Robert Downey Jr.)
- Nominierung als Male Movie Star of 2019 (Chris Hemsworth)
- Nominierung als Female Movie Star of 2019 (Scarlett Johansson)
- Nominierung als Action Movie Star of 2019 (Robert Downey Jr.)
- Nominierung als Action Movie Star of 2019 (Chris Evans)[153]

San Diego Film Critics Society’s Awards 2019
- Nominierung für die Besten visuellen Effekte[154]

Satellite Awards 2019
- Nominierung für die Besten Visuellen Effekte (Dan DeLeeuw, Matt Aitken, Russell Earl & Dan Sudick)
- Nominierung für den Besten Tonschnitt (Shannon Mills, Daniel Laurie, Tom Johnson, Juan Peralte & John Pritchett)[155]

Saturn-Award-Verleihung 2019
- Auszeichnung als Beste Comicverfilmung
- Auszeichnung als Bester Hauptdarsteller (Robert Downey Jr.)
- Auszeichnung für die Beste Ausstattung (Charles Wood)
- Auszeichnung für den Besten Schnitt (Jeffrey Ford & Matthew Schmidt)
- Auszeichnung für die Besten Spezialeffekte
- Auszeichnung für das Beste Make-up (John Blake & Brian Sipe)
- Nominierung als Bester Hauptdarsteller (Chris Evans)
- Nominierung als Bester Nebendarsteller (Jeremy Renner)
- Nominierung als Beste Nebendarstellerin (Scarlett Johansson)
- Nominierung als Beste Nebendarstellerin (Karen Gillan)
- Nominierung für die Beste Regie (Anthony und Joe Russo)
- Nominierung für das Beste Drehbuch (Christopher Markus & Stephen McFeely)
- Nominierung für die Beste Musik (Alan Silvestri)
- Nominierung für das Beste Kostüm (Judianna Makovsky)[156]

Screen Actors Guild Awards 2020
- Auszeichnung für das Beste Stuntensemble

Seattle Film Critics Society Awards 2019
- Nominierung für die Beste Actionchoreografie
- Nominierung für die Besten visuellen Effekte (Dan DeLeeuw, Matt Aitken, Russell Earl & Dan Sudick)[157]

St. Louis Film Critics Association Awards 2019
- Auszeichnung für die Besten visuellen Effekte
- Nominierung als Bester Actionfilm
- Nominierung für die Beste Filmmusik
- Nominierung für die Beste Szene (Avengers Assemble)[158]

Teen Choice Awards 2019
- Auszeichnung als Choice Action Movie
- Auszeichnung als Choice Action Movie Actor (Robert Downey Jr.)
- Auszeichnung als Choice Action Movie Actress (Scarlett Johansson)
- Auszeichnung als Choice Movie Villain (Josh Brolin)
- Nominierung als Choice Action Movie Actor (Chris Evans)
- Nominierung als Choice Action Movie Actor (Chris Hemsworth)
- Nominierung als Choice Action Movie Actor (Paul Rudd)
- Nominierung als Choice Action Movie Actress (Brie Larson)
- Nominierung als Choice Action Movie Actress (Zoe Saldana)[159]

Visual Effects Society Awards 2020
- Nominierung in der Kategorie Herausragende visuelle Effekte in einem fotorealistischen Spielfilm (Dan DeLeeuw, Jen Underdahl, Russell Earl, Matt Aitken & Daniel Sudick)
- Nominierung in der Kategorie Herausragende animierte Charaktere in einem fotorealistischen Spielfilm (Smart Hulk; Kevin Martel, Ebrahim Jahromi, Sven Jensen & Robert Allman)
- Nominierung in der Kategorie Herausragendes Composing in einem Film (Tim Walker, Blake Winder, Tobias Wiesner & Joerg Bruemmer)[160]

Washington D.C. Area Film Critics Association Awards 2019
- Auszeichnung für die Beste Mostion-Capture-Darbietung (Josh Brolin)[161]